# Post (Teksas)
Post je grad u američkoj saveznoj državi Teksas. Prema popisu stanovništva iz 2010. u njemu je živjelo 5.376 stanovnika.